# Fiction (album, Dark Tranquillity)
Fiction je v pořadí osmé a studiové album skupiny Dark Tranquillity. Vyšlo roku 2007.

## Seznam skladeb
1. "Nothing to No One" – 4:10
2. "The Lesser Faith" – 4:37
3. "Terminus (Where Death is Most Alive)" – 4:24
4. "Blind at Heart" – 4:21
5. "Icipher" – 4:39
6. "Inside the Particle Storm" – 5:29
7. "Empty Me" – 4:59
8. "Misery's Crown" – 4:14
9. "Focus Shift" – 3:36
10. "The Mundane and the Magic" – 5:17

Bonusové skladby
- "A Closer End" (bonusová skladba z japonské verze) – 4:10
- "Winter Triangle" (instrumentální) (bonusová skladba z australské verze) – 2:18

## Účinkující
Hudebníci
- Mikael Stanne – zpěv
- Niklas Sundin – kytary
- Martin Henriksson – kytary
- Martin Brändström – klávesy a elektro prvky
- Michael Nicklasson – baskytara
- Anders Jivarp – bubny
- Nell Sigland – doprovodný zpěv na "The Mundane and the Magic"

Další
- Artwork od Cabin Fever Media